# 볼커 브루흐
볼커 브루흐(Volker Bruch, 1980년 3월 9일 ~ )는 독일의 배우이다.

## 출연 작품
- 2010년: 괴테 : 조연 - 빌헬름 예루살렘
- 2011년: 트레져 가드 : 조연 - 루카
- 2012년: 컨페션 오브 어 차일드 오브 더 센트리 : 주연 - 헨리 스미스
- 2013년: 포화속의 우정 : 주연 - 빌헬름 빈터
- 2017년: 바빌론 베를린: 주연 - 게레온 라트
- 2018년: 거미줄에 걸린 소녀 : 조연 - 피터 알그렌